# Medrese Said Otaliq

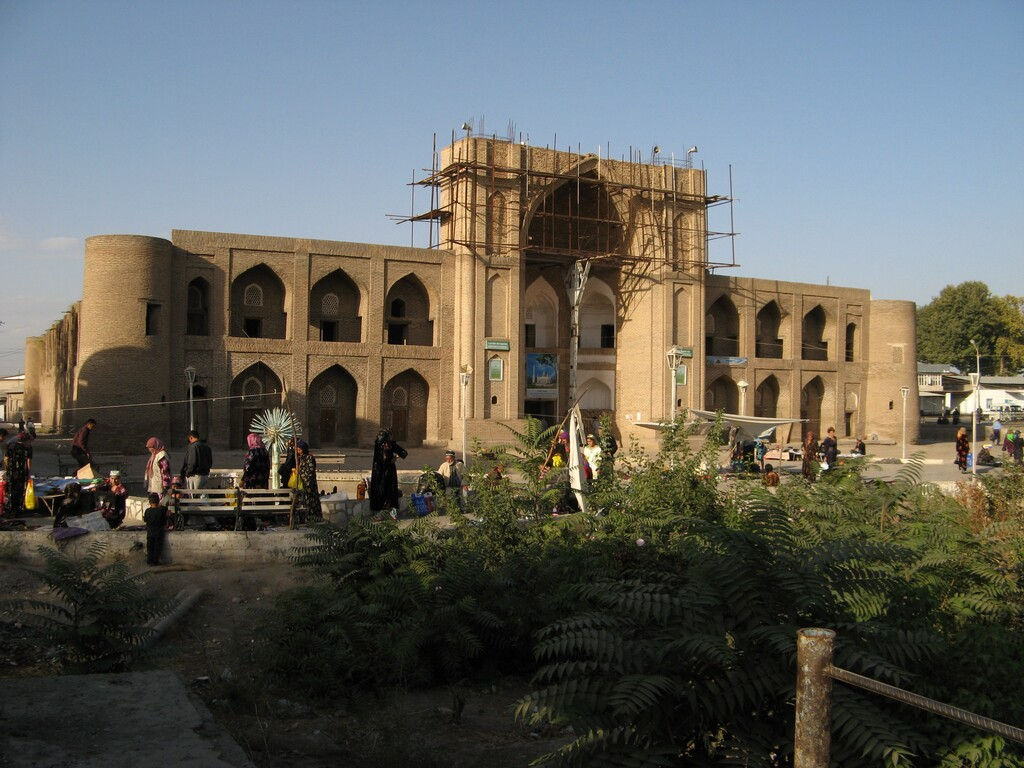
Medrese Said Otaliq

Medrese Said Otaliq ist ein zweistöckiges Gebäude im Zentrum der Stadt Denov in der Viloyat Surxondaryo der Republik Usbekistan.
Es wird vermutet, dass die Medrese im 16. Jahrhundert während der Herrschaft der Schaibaniden zu Ehren des Führers der islamischen Religion, Hazrat Hodja Aladdin Attar, erbaut wurde. Es wurde im Stil der großen Madrasen in Buxoro (Koʻkaldosh und anderen Medresen) errichtet. Dieser Medrese-Typ ist der einzige in der Viloyat Surxondaryo. Es befindet sich in der Unabhängigkeitsstraße in Denov.

## Geschichte
Gemäß „Тухфат аз-Зайрин“ war Hazrat Hodja Aladdin Attar der siebzehnte in der goldenen Kette der Nachfolge der Sheikhs des Tarīqa und war der Murīd von Baha-ud-Din Naqshband. Er galt als einer von zwei Kalifen dieses Mannes. Hazrat Hodja Aladdin Attar kam mit seiner Familie zwischen 1389 und 1396 in die Provinz Chaghaniyan und starb am 18. März 1400 unserer Zeitrechnung in Denov. Er wurde an einem Ort namens Sarmozor Ota beerdigt. Dieser Ort wird jetzt „Sheikh Attor Valiy“ oder „Ostona Buva“ genannt. Auf dem Friedhof sind auch spätere Nachkommen von Hodja Aladdin Attar begraben, darunter sein Sohn Sheikh Hasan Attori und sein Enkel Hodja Yusuf Attar.
Vor der Bucharaer Revolution wurden etwa 400 Studenten in der Medrese unterrichtet, von 33 Lehrern. Die Medrese wurde während der sowjetischen Zeit geschlossen. In den Jahren 1956–1960 und 1972–1973 wurde sie von Wissenschaftlern der Usbekischen SSR untersucht. Im Jahr 1991 wurde auf Initiative von Hadschi Lukmonkhan Khaidarkhan, dem Sohn von Khadji Lukmonkhan Khaidarkhan, ein vierjähriges Studium in der Medrese eingeführt. Heute ist der Betrieb der Medrese als mittlerer spezialisierter islamischer Bildungseinrichtung ausgesetzt. Berichten zufolge befand sich das Gebäude der Medrese in den Jahren 2018–2019 in einem schlechten Zustand und war vom Einsturz bedroht. Die Medrese wurde in die 2019 genehmigte nationale Liste der „Objekte des materiellen Kulturerbes von Republikanischer Bedeutung Usbekistans“ aufgenommen, und es ist geplant, dort ein Handwerkszentrum zu errichten. Im Jahr 2020 wurden Maßnahmen zur Erhaltung des Gebäudes und zur Verbesserung seiner Infrastruktur entwickelt, deren Umsetzung für März-April 2021 geplant war.

## Architektur
Der Baustil der Medrese wurde entsprechend den Traditionen seiner Zeit geschaffen. Der Innenhof des Gebäudes besteht aus großen und kleinen Räumen, die auf zwei Etagen verteilt sind. Hinter dem Haupteingang (Pischtak) der Medrese befindet sich der Mihrab-Raum, und zu beiden Seiten davon befinden sich die Moschee und der Unterrichtsraum. Die Ecken der Medrese waren mit Säulen geschmückt. Der Innenhof der Medrese hat eine Größe von 40 × 29,5 Metern. Die Tiefe des Fundaments der Medrese beträgt 5,5 Meter. Das Dach ist gewölbt. Die Fenster der Medrese (Pandschara) sind mit Gittern aus Ganchi verziert.